# سیبادی
سیبادی (انگلیسی: Sibady) یک شهرک در شهرستان یانائولسکی استان باشقیرستان کشور روسیه است.